# TV Caravelas
 'TV Caravelas'  es un canal de televisión  Brasileño con sede en el municipio  Brasileña de Ipatinga, pertenece a  'FAVI'  - Fundación Amigos de la Vale do Aço de Ipatinga, estrenada el 10 de agosto de 2009 inaugurando la televisión comunitaria en  Vale do Aço y  Este Mineiro. La propuesta inicial del canal era contener una programación 100% compuesta por producciones de carácter público sin antecedentes comerciales, algunos programas regionales se transmiten en TV Caravelas. En señal abierta, las 24 horas del día, por suscripción en el canal 06 de Claro TV para todo el Vale do Aço. En alianza con COM Brasil TV muestra una parte significativa de su programación para los canales de los principales operadores de televisión satelital. que está bajo el control de ABCCOM (Asociación Brasileña de Canales Comunitarios).

## Historia
Su modelo de negocio u operación está orientado a la producción de contenidos audiovisuales con características no comerciales o de mercado, a pesar de contar con un formato de vehículo comercial en su estructura operativa con programación, intervalos y espacios de publicidad publicitaria de interés público.
La vocación de TV Caravelas es absorber y exhibir eventos culturales, sociales y naturales con un enfoque regional o local, limitando su participación en redes o cadenas, pero permitiendo el intercambio e intercambio de contenidos entre emisoras del ámbito público como emisoras universitarias, estatales y educativas. . En este formato, la discusión y reflexión social también se da en agendas de relevancia nacional, sin embargo, con un enfoque, esencialmente, en el impacto regional en las personas y comunidades.

### Creación del nombre "TV Caravelas"
Marcos Constâncio, el fundador tenía el deseo de construir una estación de televisión pronto recordó el descubrimiento de Brasil. Llegó Cabral a las tres carabelas, Santa María, Pinta y Nina, surge el nombre y el lema: Descubriendo una nueva forma de hacer televisión, que se utiliza actualmente.

### Licencia "ANATEL"
El 10 de agosto de 2009 la licencia para que la emisora pudiera transmitir su programación con normalidad, luego del proceso que decidiría la continuidad de la emisora. Solo sin el apoyo de los políticos municipales, estatales y federales. A pesar de que la Fundación está reconocida como una utilidad pública, hasta el momento no se ha logrado nada, ya se han puesto documentos y procesos en el intento de obtener fondos para equipar la TV.

### Afiliación con TV Justice
Durante el inicio de su fase experimental hasta los primeros años de la emisión oficial de la emisora, la emisora transmitió parte del canal gubernamental propiedad del Tribunal Supremo Federa designado como TV Justiça, siendo TV Caravelas la primera filial de el canal del gobierno. 

### Transmisión de la programación de TV Brasil
Durante 2009, la emisora revoca un contrato con TV Justiça y firma un contrato con TV Brasil, una emisora propiedad del Gobierno Federal de Brasil. Habiendo transmitido a lo largo de los años de asociación más de 12 horas de programación diaria simultáneamente. En 2017 se revocó la asociación entre las emisoras.

### Asociación con TV Evangelizar
En enero de 2017, se realizó una alianza entre TV Caravelas y TV Evangelizar, propiedad de Associação Evangelizar é Preciso, la emisora transmitió los programas Experiencia con Dios y Santa Misa en el Santuario de Nossa Senhora de Guadalupe, directamente desde la ciudad de Curitiba.

### Afiliación a COM Brasil TV
En marzo de 2019, TV Caravelas establece una alianza con COM Brasil TV, considerada la primera emisora comunitaria vía satélite en el mundo, fue acreditada como Canal Comunitario Nacional por el Gobierno.

## Amigos de la Fundación Vale do Aço de Ipatinga
Creado en 2007, su principal objetivo es promover actividades sociales, culturales y educativas. En 2009, la Fundación FAVI inaugura TV Caravelas, mostrando su programación en el canal de televisión Comunitario de Ipatinga - Minas Gerais, a cargo del operador NET, inicialmente en el canal 12.
El principal enfoque de la Fundación FAVI es promover la democratización de los medios, abriendo espacios para que la comunidad disfrute de un canal de televisión, donde presente sus actividades culturales y demandas sociales. La Fundación FAVI también ofrece espacio para exposiciones, talleres de artesanía y otras actividades culturales en la sede de TV Caravelas.

## Programación
La programación de TV Caravelas se destaca por tener contenido en alta definición, además de programas de interés para la comunidad en general, programas para todos los grupos de edad, la mayoría de los cuales pueden ser vistos por todos los públicos. Gran parte de la programación de la estación se centra en entrevistas y periodismo.

### Programas propios emitidos por la emisora
- Artmania
- Bola en el área
- Cineminha
- Comunidad de TV
- Curiosidad animal
- Experiencia de Dios
- Fe y vida
- Influenciame
- Mas vida
- Momento fresco
- Palomitas de maíz en la televisión
- Programa Su
- Programa de risa
- Propósitos de vida
- Sesión occidental
- Sesión de matiné
- Terra y Viola
- Zig zag
- Zug

## Eslogan y logotipo
El lema más utilizado de TV Caravelas es: "Descubriendo una nueva forma de hacer televisión", pero el lema: "La primera y única TV comunitaria en el oriente de Minas" se utiliza opcionalmente en viñetas largas y nacionales. El Logo de Caravelas TV está formado por tres triángulos tridimensionales que representan las tres Caravelas en el momento del descubrimiento de Brasil, y una flecha colorida que representa la eficiencia y digitalización de Caravelas TV.

## Función de TV Caravelas
TV Caravelas es un canal encargado de mantener la programación local, diferente a la que se suele ver en los principales medios de comunicación y vehículos comerciales, para retratar la cultura, identidad e intereses de cada lugar.
Durante la producción de contenidos, la participación comunitaria, académica y sectorial en la producción y difusión audiovisual local a través de programas, reportajes y documentales de temática local, que son esencialmente guiados y profundizados más por demandas sociales y culturales e inversas a contenidos fragmentados y superficiales, son muy común durante la producción de contenido. Emisoras comerciales regidas por una cuadrícula de programación achatada por el responsable de la cadena y compromisos publicitarios.